# 甲斐道清
甲斐 道清（かい みちきよ、1937年（昭和12年）11月11日 - ）は、日本の政治家。元滋賀県守山市長（2期）。旭日双光章受章。

## 来歴
滋賀県出身。実家は守山市にある臨済宗大徳寺派少林寺。6歳で得度する。同志社大学文学部を卒業。卒業後はマツダオート京都に就職し、課長となる。その後、守山市役所に入り、守山市土地開発公社に勤務し、同事務局長になる。1989年少林寺の住職に就く。1995年守山市長選挙に立候補し初当選。1999年は無投票で再選。2003年に三選を目指したが、元守山市議の山田亘宏に敗れた。2008年春の叙勲で旭日双光章を受章。